# Agrilus olentangyi
Agrilus olentangyi är en skalbaggsart som beskrevs av Champlain och Knull 1925. Agrilus olentangyi ingår i släktet Agrilus och familjen praktbaggar. Inga underarter finns listade i Catalogue of Life.